# Flughafen Kinmen

i7
i11
i13
| Jahr | Flugbe- wegungen | Passagiere | Fracht (in t) |
| ---- | ---------------- | ---------- | ------------- |
| 1996 | 19.584           | 1.279.551  | 1.755,8       |
| 2001 | 18.612           | 1.336.773  | 6.628,7       |
| 2003 | 18.448           | 1.171.977  | 9.508,2       |
| 2004 | 21.956           | 1.418.185  | 8.015,5       |
| 2005 | 23.548           | 1.447.989  | 6.515,8       |
| 2006 | 22.898           | 1.435.153  | 5.706,1       |
| 2007 | 23.683           | 1.466.235  | 6.412,2       |
| 2008 | 25.148           | 1.726.790  | 8.220,4       |
| 2009 | 28.180           | 1.986.694  | 9.348,4       |
| 2010 | 27.012           | 2.094.623  | 9.137,9       |
| 2011 | 29.080           | 2.242.368  | 8.676,5       |
| 2012 | 27.430           | 2.300.654  | 8.694,5       |
| 2013 | 29.901           | 2.192.607  | 7.748,4       |
| 2014 | 32.505           | 2.303.711  | 8.001,0       |

Der Kinmen Airport (auch Shang Yi Airport; chinesisch 金門尚義機場, IATA-Code: KNH, ICAO-Code: RCBS) ist der zivile Flughafen des Landkreises bzw. der Insel Kinmen in der Republik China (Taiwan). Er liegt in der Stadtgemeinde Jinhu. Er wurde 1994 nordöstlich des früheren militärischen Flughafens erbaut. Im Jahr 2014 nutzten etwa 2,3 Millionen Passagiere den Flughafen.

## Daten
Der Flughafen liegt auf einer Höhe von 17 Metern über dem Meeresspiegel. Er hat eine Start- bzw. Landebahn (06/24) mit einer 3004 Meter langen und 45 Meter breiten asphaltierten Oberfläche. Eine etwa drei Kilometer lange Straße führt zu zwei angrenzenden Ortschaften.

## Zwischenfälle
- Am 2. Oktober 1958 wurden zwei Curtiss C-46 Commando der (später taiwanischen) Luftstreitkräfte der Republik China nahe dem Flughafen Kinmen von chinesischen MiG-Jägern abgeschossen. Eine davon hatte das Luftfahrzeugkennzeichen ROCAF 199, das andere ist unbekannt. Von allen Besatzungsmitgliedern wurden drei am 1. Juli 1959 freigelassen.[2]

- Am 6. Juni 1983 stürzte eine Fairchild C-119G Flying Boxcar der taiwanischen Luftwaffe (ROCAF 3197) einige Minuten nach dem Start aufgrund des Ausfalls eines Motors und eines Strömungsabrisses ins Meer. Insgesamt starben 38 der 47 Insassen.[3]